# Nobuyuki Hiyama
Nobuyuki Hiyama (en japonais : 檜山修之), né le 25 août 1967 à Hiroshima au Japon, est un comédien de doublage japonais.

## Doublage

### Films
- 1995 : Sailor Moon SuperS plus: Ami-chan no hatsukoi : Sumi 'Mercurius' Kurume
- 1994 : Captain Tsubasa : Saikyô no Teki ! Hollanda Youth ! (Olive et Tom) : Koujirou Hyuga
- 1998 : Transformers: Beast Wars II : The Movie (Beast Wars chô seimeitai Transformers Special) : Rampage
- 2000 : Escaflowne - Une fille sur Gaïa : Oruto
- 2001 : Initial D Third Stage : Takeshi Nakazato
- 2005 : Tokusō Sentai Dekaranger vs Bakuryū Sentai Abaranger : Ben G
- 2008 : Tengen Toppa Gurren Lagann: Gurren-hen : Viral
- 2009 : Tengen Toppa Gurren Lagann: Lagann-hen : Viral
- 2019 :  Promare : Gera

### Dessins animés
- 1990 : Karasu Tengu Kabuto (série télévisée) : Tensôsei
- 1992 : Yû yû hakusho (série télévisée) : Jaganshi Hiei
- 1994 : Ginga sengoku gunyûden Rai (série télévisée) : Rai
- 1994 : Captain Tsubasa J (Olive et Tom) (série télévisée) : Koujirou Hyuga
- 1995 : Fushigi Yūgi (série télévisée) : Hikitsu
- 1996 : Vision d'Escaflowne (Tenkū no Esukafurōne) (série télévisée): Oruto
- 1996 : B't X (série télévisée) : Teppei
- 1996 : Mobile Suit Gundam : The 08th MS Team (série télévisée) : Shiro Amada
- 1996 : Fire Emblem (OAV) : Kain
- 1997 : Virus Buster Serge (série télévisée) : Jouichirou
- 1997 : Yūsha-Ō Gaogaigar (série télévisée) : Gai Shishiô
- 1998 : Gasaraki (série télévisée) : Yushiro
- 1998 : Les Chroniques de la guerre de Lodoss - La Légende du Chevalier Héroïque (série télévisée) : Orson
- 1998 : Initial D First Stage (série télévisée) : Takeshi Nakazato
- 1999 : Infinite Ryvius (série télévisée) : Airs Blue
- 1999 : Animutants (Beast Wars: Transformers) (série télévisée) : Rampage
- 1999 : Initial D Second Stage (série télévisée) : Takeshi Nakazato
- 2000 : Digimon Adventure 02 (série télévisée) : Black WarGreymon
- 2000 : Initial D Extra Stage (OAV) : Takeshi Nakazato
- 2000 : Yūsha-Ō Gaogaigar Final (OAV) : Gai Shishiô
- 2001 : One Piece (série télévisée) : Mr.3[1]
- 2002 : Tenshi na Konamaiki (série télévisée) : Kobayashi
- 2002 : Digimon Frontier (série télévisée) : Seraphimon
- 2002 : Initial D Battle Stage (OAV) : Takeshi Nakazato
- 2003 : .hack//GIFT (OAV) : Balmung
- 2004 : Enfer et Paradis (série TV) : Ishimatsu
- 2004 : Genshiken (série TV) : Harunobu Madarame
- 2004 : Bleach (série TV) : Madarame Ikkaku
- 2006 : Air Gear (série TV) :  Magaki
- 2006 : Kinnikuman Nisei - Ultimate Muscle 2 (série TV) : Bone Cold
- 2007 : Yes! PreCure 5 (série TV) : Girinma
- 2007 : Tengen Toppa Gurren Lagann (série TV) : Viral
- 2008 : Engine Sentai Go-onger (série TV) : Hatsuden Banki
- 2010 : Highschool of the Dead : Kohta Hirano
- 2013 : Kill la Kill (série TV) : Uzu Sanageyama
- 2017 : Fate Apocrypha : Darnic Prestone Yggdmillenia

### Jeux vidéo
- 1998 : The Legend of Zelda: Ocarina of Time : Link(adulte)
- 1999 : Super Smash Bros. : Link
- 2000 : The Legend of Zelda: Majora's Mask : Link(Oni Link)
- 2001 : Super Smash Bros. Melee : Link
- 2002 : Galaxy Angel : Guinness Stout
- 2003 : SoulCalibur II : Nightmare, Siegfried, Yoshimitsu, Link (version Gamecube)
- 2003 : Initial D Special Stage : Takeshi Nakazato
- 2006 : Disgaea 2: Cursed Memories (2010 : 'Dark Hero Days') : Axel
- 2006 : Initial D Arcade Stage 4 : Takeshi Nakazato
- 2012 : Bravely Default : Jackal
- 2017 : Fire Emblem Heroes : Jamke
- 2017 : Super Mario Odyssey : Topper
- 2019 : Super Smash Bros. Ultimate : Héros